# Костенко Іван Іванович
Костенко Іван Іванович (13.06.1975 — 03.04.2016) — солдат Збройних сил України, учасник російсько-української війни. Підрозділ: 128-а окрема гірсько-піхотна бригада. Звання: Старший матрос.

## Біографія
Народився 13 червня 1975 року у с. Тавільжанка, Дворічанський район, Харківська область. 
Загинув 4 квітня 2016 року від міно-вибухової травми поблизу смт Калинове, Попаснянський район, Луганська область і з почестями похований у рідному селі (Дворічанський район Харківської області). Вдома залишились батько (Костенко Іван Іванович), мати (Костенко Любов Миколаївна) і донька Костенко Інна Іванівна
Став відомий через Відмову держави виплатити матері воїна одноразову грошову допомогу за загиблого сина|відмову держави виплатити матері воїна одноразову грошову допомогу за загиблого сина. Підставою для невиплати послужило повідомлення російських пропагандистів про нібито стан сп'яніння вбитого бійця.
Знаходиться на численних стендах загиблих у війні на сході України, в тому числі у Харківському війсккоматі та Харківськівській областній державній адміністрації